# 3719-es busz
A 3719-es jelzésű autóbuszvonal Miskolc, Szikszó, Homrogd, Rakaca és Viszló között húzódó regionális vonal, amelyet a Volánbusz Zrt. üzemeltet.

## Útvonala
A miskolci autóbusz-állomásról indul. A 3-as főúton indul el Szikszó irányába a Zsolcai kapun keresztül. A Gömöri felüljárón, a miskolci Volán- és MVK-telep szomszédságában közlekedik, eközben a Sajó folyót keresztezi, illetve több bevásárlóközpont mellett vezet útja. Az M30-as autópálya alatt átmegy, majd elhagyja a megyeszékhelyet.
Északkeleti irányban elhalad a felsőzsolcai ipari park közelében, illetve hosszú egyenesen át ér első településére, Szikszóra. A Hell üzemei mentén a városi gimnáziumnál a központba hajt, a legnagyobb forgalmat lebonyolító Táncsics utcai megállóban ágazik el a szikszói kórház felé, mint ahogy a 3710-es buszok Szikszóig közlekedő járatai. Tovább a főúton Encs felé a szomszédos község Aszaló. A települést a főút keresztezi, azonban az áthaladó járatok nagyobbik része nem fedi le a keleti részében élőket, az állomáson túl lakókat, szombaton 1 járat kitérést tesz ide is. Nemsokkal később a halmaji csomópontban elhagyja a főutat a Cserehát felé, előtte néhány indítás a falu vasútállomásán általában vonathoz csatlakozik (a menetrendben ez nincs megjelenítve). A Vasonca-patak folyásának mentén Kázsmárkot vágja félbe, utána Léh településen szolgálja ki az ott élőket. A vele összenőtt község Borsod-Abaúj-Zemplén megye leghosszabb nevű községe, Rásonysápberencs. Változatlanul a 2624-es mellékúton az egykori Abaúj vármegye területén kettő törpefalun, Deteken és Bereten siklik át. A megyeszékhelytől 40 kilométerrel északkeletre, a Cserehát keleti csücskében érkezik Baktakékre, a 3716-os buszok végállomására. A település több irányból is megközelíthető, Abaújlak, Alsógagy, Fancsal és jelenesetben Beret felől, melyet Alsógagy felé hagy el. 
Az ország szegényebb, de természeti értékeiben gazdag régiójában Alsógagyon belül Gagyapáti törpefaluba is ellátogat a 3719-es busz némely indítása, majd onnan Felsőgagyra is, ahonnan Csenyéte érhető el. A vonal 50. kilométerén összeérnek a szálak, egy úton megy tovább a 3717-es és 3718-as buszokkal is, melyek szintén a térség kiszolgálásáról nevezetesek. Itt helyben munkaszüneti napokon egyszer Gagyvendégit keresztezi, sőt a tőle nyugatra fekvő Gagybátor is ennek az indításnak részét képezi. 2 kilométerrel arrébb ér a régió egyik nagyobbik falvába (mely ezek ellenére is mindössze 450 főt számlál), Krasznokvajdára. A településről több törpefalu is elérhető – jelenesetben semelyik –, illetve tömegközlekedését illetően többszöri kapcsolat létesített közte és Encs között.

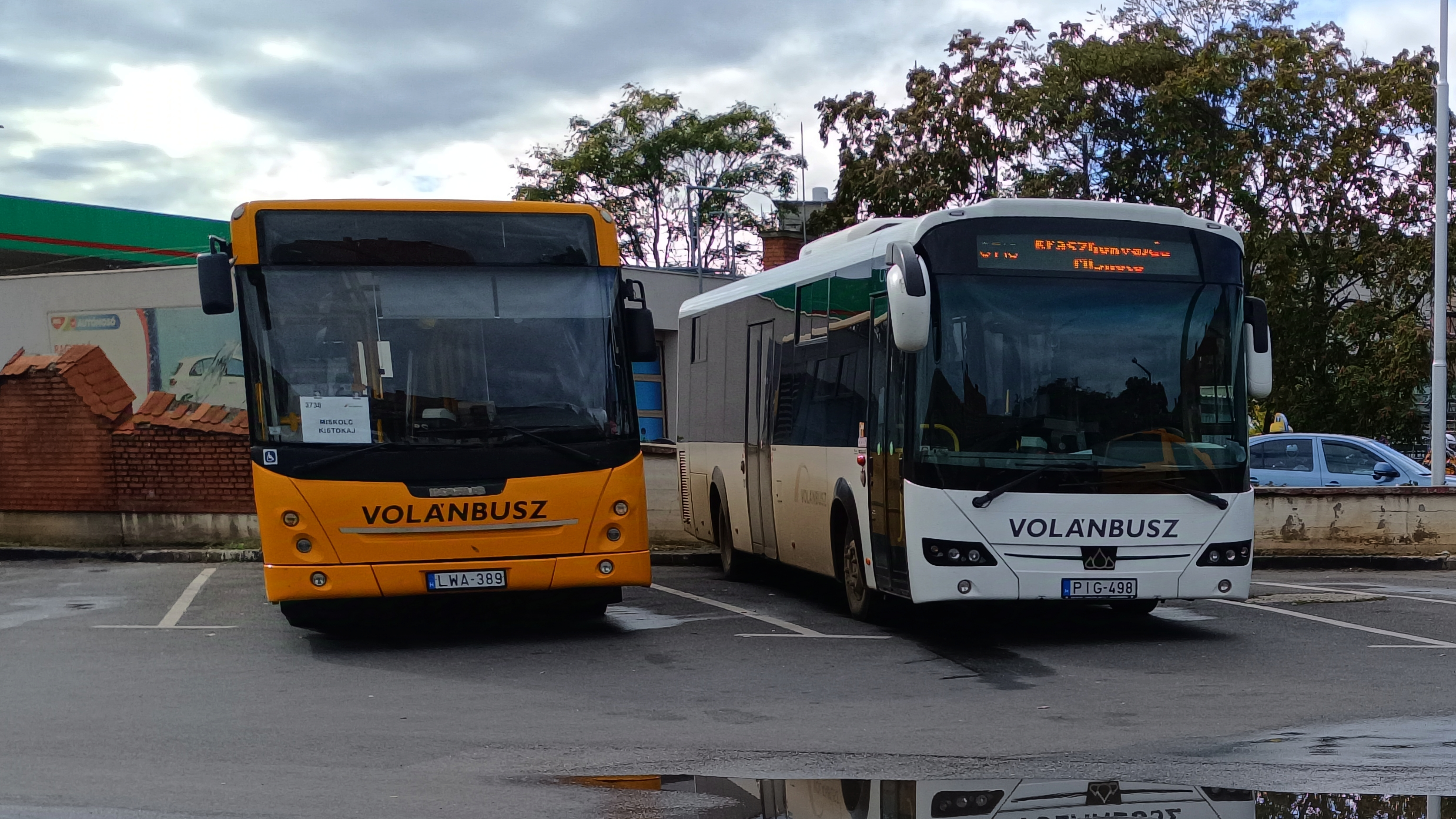
Minden nap közlekedik Krasznokvajdáról Miskolcra autóbusz. Az alábbi képen együtt áll az LWA-389 rendszámú Ikarus E134 busszal

Innen Szászfán át közlekedik a Rakaca-patak folyásán fekvő Rakacára, majd a Tornai-dombságba átnyúló végállomást, Viszlót déli irányból közelíti meg. A falu egy szál megállójában, a helyi boltnál ér célba.

## Közlekedése
Indításai minden nap történnek, legtöbbször Krasznokvajdától. Azonos számmal közlekedik Szikszó és Csenyéte, majd Csenyéte és Miskolc között is járat. Csak szólók lelhetőek fel, azok közül is zömében Ikarus E127 és E134, valamint Mercedes-Benz Intouro autóbuszok. Több helyen is jelentős szerepet tölt be a tömegközlekedésüket illetően, Baktakéken több 3716-os járatot is helyettesít. 

### Törzsjárművei
- az NRL-925 rendszámú Mercedes-Benz Intouro autóbusz.

| Viszonylat                                        | Indításszám | Közlekedési rend |
| ------------------------------------------------- | ----------- | ---------------- |
| Miskolc, aut. áll. – Viszló, bolt                 | 1 pár       | naponta          |
| Szikszó, Táncsics u. ➝ Csenyéte, harangláb        | 1 oda       | tanítási napokon |
| Krasznokvajda, óvoda ➝ Miskolc, aut. áll.         | 1 oda       | naponta          |
| Csenyéte, harangláb ➝ Miskolc, aut. áll.          | 1 oda       | tanítási napokon |
| Rásonysápberencs, aut. vt. ➝ Szikszó, Táncsics u. | 1 oda       | tanítási napokon |

## Megállóhelyei
| 0                                                                                     | Miskolc, autóbusz-állomás végállomás                      | 0.0 km  | 1, 1G, 3, 3A, 4, 7, 11, 12G, 20, 20A, 24, 28, 32, 34G, 35, 43, 44, 45, 101B, 900, 914, 935 1050, 1053, 1369, 1370, 1372, 1373, 1374, 1375, 1376, 1377, 1380, 1381, 1383, 1384, 1410, 1411 3700, 3701, 3702, 3703, 3704, 3705, 3706, 3707, 3708, 3709, 3710, 3711, 3712, 3714, 3715, 3716, 3717, 3718, 3720, 3721, 3722, 3723, 3724, 3726, 3727, 3728, 3729, 3730, 3731, 3733, 3734, 3735, 3736, 3737, 3738, 3739, 3740, 3741, 3742, 3743, 3744, 3745, 3746, 3747, 3748, 3749, 3750, 3751, 3752, 3753, 3754, 3755, 3757, 3760, 3761, 3764, 3765, 3766, 3767, 3770, 3772, 3773, 3774, 3775, 3776, 3777, 4019 |
| 1                                                                                     | Miskolc, Baross Gábor utca                                | 1.5 km  | 7, 8 3706, 3710, 3712, 3715, 3716, 3717, 3718, 3720, 3721, 3722, 3723, 3724, 3726, 3727, 3728, 3729, 3730, 3731, 3733, 3734, 3735, 3736, 3737 |
| 2                                                                                     | Miskolc, Szondi György utca                               | 2.0 km  | 1, 1G, 3A, 7, 8, 12G, 14G, 20, 21, 21G, 30, 31, 32, 34G, 35, 35G, 101B, 900, 901, 935, Auchan 1 3706, 3710, 3712, 3715, 3716, 3717, 3718, 3720, 3721, 3722, 3723, 3724, 3726, 3727, 3728, 3729, 3730, 3731, 3733, 3734, 3735, 3736, 3737 |
| 3                                                                                     | Miskolc, Fonoda utca                                      | 2.3 km  | 7 3706, 3710, 3712, 3715, 3716, 3717, 3718, 3720, 3721, 3722, 3723, 3724, 3726, 3727, 3728, 3729, 3730, 3731, 3733, 3734, 3735, 3736, 3737 |
| 4                                                                                     | Miskolc, Metro áruház                                     | 3.3 km  | 7 3706, 3710, 3712, 3715, 3716, 3717, 3718, 3720, 3721, 3722, 3723, 3724, 3726, 3727, 3728, 3729, 3730, 3731, 3733, 3734, 3735, 3736, 3737 |
| 5                                                                                     | Miskolc, Auchan áruház                                    | 3.8 km  | 7, Auchan 1 3706, 3710, 3712, 3715, 3716, 3717, 3718, 3720, 3721, 3722, 3723, 3724, 3726, 3727, 3728, 3729, 3730, 3731, 3733, 3734, 3735, 3736, 3737 |
| 6                                                                                     | Felsőzsolca, ipari park bejárati út                       | 7.5 km  | 3710, 3712, 3715, 3716, 3717, 3718, 3720, 3721, 3722, 3723, 3728 |
| 7                                                                                     | 3-as számú út, 186-os kilométer                           | 8.2 km  | 3710, 3712, 3715, 3716, 3717, 3718, 3720, 3721, 3722, 3723, 3728 |
| 8                                                                                     | Szikszó, Turul                                            | 11.2 km | 3710, 3712, 3715, 3716, 3717, 3718, 3720, 3721, 3722, 3723, 3728 |
| 9                                                                                     | Ongaújfalui elágazás                                      | 12.9 km | 3710, 3712, 3715, 3716, 3717, 3718, 3720, 3721, 3722, 3723, 3728 |
| 10                                                                                    | Szikszó, Hell Energy Kft.                                 | 14.1 km | 3710, 3712, 3715, 3716, 3717, 3718, 3720, 3721, 3722, 3723, 3728 |
| 11                                                                                    | Szikszó, Miskolci utca 83.                                | 15.5 km | 3710, 3712, 3715, 3716, 3717, 3718, 3720, 3721, 3722, 3723, 3728 |
| 12                                                                                    | Szikszó, gimnázium                                        | 16.2 km | 3710, 3712, 3715, 3716, 3717, 3718, 3720, 3721, 3722, 3723, 3728 |
| 13                                                                                    | Szikszó, Rákóczi út Penny                                 | 16.9 km | 3710, 3712, 3715, 3716, 3717, 3718, 3720, 3721, 3722, 3723, 3728 |
| 14                                                                                    | Szikszó, Táncsics utca vonalközi végállomás               | 17.2 km | 3710, 3712, 3713, 3715, 3716, 3717, 3718, 3720, 3721, 3722, 3723, 3728 |
| 15                                                                                    | Szikszó, kórház                                           | 18.5 km | 3710, 3715, 3716, 3720, 3721, 3722, 3723, 3728 |
| 16                                                                                    | Aszaló, bejárati út                                       | 21.0 km | 3715, 3716, 3720, 3721, 3722, 3723, 3728 |
| Szabadnapokon 1 alkalommal érintett.                                                  |                                                           |         | |
| ∫                                                                                     | Aszaló, Kossuth utca                                      | ∫       | 3715, 3716, 3720, 3721, 3722 személyvonat – Aszaló [90.] |
| ∫                                                                                     | Aszaló, községháza                                        | ∫       | 3715, 3716, 3720, 3721, 3722 |
| ∫                                                                                     | Aszaló, Kossuth utca                                      | ∫       | 3715, 3716, 3720, 3721, 3722 személyvonat – Aszaló [90.] |
| 16                                                                                    | Aszaló, bejárati út                                       | 21.0 km | 3715, 3716, 3720, 3721, 3722, 3723, 3728 |
| 17                                                                                    | Halmaji elágazás                                          | 24.8 km | 3716, 3720, 3721, 3722, 3723, 3728, 3829, 3830 |
| Tanítási napokon 5; tanszünetben munkanapokon 1; hétvégén 1 alkalommal érintett.      |                                                           |         | |
| ∫                                                                                     | Halmaj vasútállomás                                       | ∫       | 3716, 3720, 3721, 3722, 3723, 3728, 3829, 3830 IC, személyvonat – Halmaj [90.] |
| 17                                                                                    | Halmaji elágazás                                          | 24.8 km | 3716, 3720, 3721, 3722, 3723, 3728, 3829, 3830 |
| 18                                                                                    | Kázsmárk, tanya                                           | 25.8 km | 3716, 3722, 3830 |
| 19                                                                                    | Kázsmárk, Fő utca 45.                                     | 27.0 km | 3716, 3722, 3830 |
| 20                                                                                    | Kázsmárk, óvoda                                           | 27.8 km | 3716, 3722, 3830 |
| 21                                                                                    | Léh, autóbusz-váróterem                                   | 29.3 km | 3716, 3722, 3830 |
| 22                                                                                    | Léh, Rákóczi utca 24.                                     | 30.1 km | 3716, 3722, 3830 |
| 23                                                                                    | Rásonysápberencs, Rákóczi utca                            | 30.9 km | 3716, 3722, 3830 |
| 24                                                                                    | Rásonysápberencs, autóbusz-váróterem vonalközi végállomás | 32.0 km | 3716, 3722, 3830 |
| 25                                                                                    | Detek, községháza                                         | 35.1 km | 3716, 3722, 3830 |
| 26                                                                                    | Beret, községháza                                         | 36.6 km | 3716, 3722, 3830 |
| 27                                                                                    | Beret, Rákóczi utca 10.                                   | 37.3 km | 3716, 3722, 3830 |
| 28                                                                                    | Baktakék, iskola                                          | 38.2 km | 3716, 3722, 3830 |
| 29                                                                                    | Baktakék, fancsali elágazás                               | 38.6 km | 3716, 3722, 3811, 3812, 3815, 3830 |
| 30                                                                                    | Baktakék, községháza                                      | 39.0 km | 3716, 3722, 3811, 3812, 3815, 3830 |
| 31                                                                                    | Baktakék, autóbusz-forduló                                | 39.9 km | 3716, 3722, 3811, 3815, 3830 |
| 32                                                                                    | Alsógagy, gagyapáti elágazás                              | 43.3 km | 3811, 3815, 3830 |
| Tanítási napokon 1 alkalommal érintett.                                               |                                                           |         | |
| ∫                                                                                     | Gagyapáti, községháza                                     | ∫       | 3830 |
| 32                                                                                    | Alsógagy, gagyapáti elágazás                              | 43.3 km | 3811, 3815, 3830 |
| 33                                                                                    | Alsógagy, templom                                         | 43.8 km | 3811, 3815, 3830 |
| 34                                                                                    | Felsőgagy, Arany János utca                               | 46.2 km | 3811, 3815, 3830 |
| 35                                                                                    | Felsőgagy, csenyétei elágazás                             | 46.7 km | 3811, 3815, 3830 |
| Tanítási napokon 4; tanszünetben munkanapokon 2; szabadnapokon 1 alkalommal érintett. |                                                           |         | |
| ∫                                                                                     | Csenyéte, harangláb vonalközi végállomás                  | ∫       | 3811, 3815, 3830 |
| 36                                                                                    | Gagyvendégi elágazás                                      | 50.2 km | 3717, 3718, 3811, 3812 |
| Tanítási napokon 4; tanszünetben munkanapokon 2; szabadnapokon 1 alkalommal érintett. |                                                           |         | |
| ∫                                                                                     | Nyirjestanya, bejárati út                                 | ∫       | 3717, 3718, 3811, 3812 |
| ∫                                                                                     | Gagyvendégi, Báthori utca                                 | ∫       | 3717, 3718, 3811, 3812 |
| ∫                                                                                     | Gagybátor, községháza                                     | ∫       | 3717, 3718, 3811, 3812 |
| ∫                                                                                     | Gagyvendégi, Báthori utca                                 | ∫       | 3717, 3718, 3811, 3812 |
| ∫                                                                                     | Nyirjestanya, bejárati út                                 | ∫       | 3717, 3718, 3811, 3812 |
| 36                                                                                    | Gagyvendégi elágazás                                      | 50.2 km | 3717, 3718, 3811, 3812 |
| 37                                                                                    | Krasznokvajda (Krasznok), Rákóczi utca                    | 52.1 km | 3717, 3718, 3811, 3812, 3831 |
| 38                                                                                    | Krasznokvajda, Kossuth út 30.                             | 53.1 km | 3717, 3718, 3811, 3812, 3831 |
| 39                                                                                    | Krasznokvajda, óvoda vonalközi végállomás                 | 53.7 km | 3717, 3718, 3811, 3812, 3831 |
| 40                                                                                    | Szászfa, pamlényi elágazás                                | 55.8 km | 3717, 3718, 3811, 3812, 3831 |
| 41                                                                                    | Rakaca, tanya                                             | 59.4 km | 3717 |
| 42                                                                                    | Rakaca, bolt                                              | 60.8 km | 3708, 3709, 3717, 4041, 4083, 4121 |
| 43                                                                                    | Rakaca, községháza                                        | 61.2 km | 3708, 3709, 3717, 4041, 4083, 4121 |
| 44                                                                                    | Viszló, bolt végállomás                                   | 64.8 km | 3708, 3709, 3717, 4083, 4121 |